# Schweriner Straße (Wismar)
Die historische Schweriner Straße befindet sich in Wismar an der Altstadt, die wie der Alte Hafen unter dem besonderen Schutz der UNESCO steht, nachdem Wismar 2002 in die Welterbeliste aufgenommen wurde.
Sie führt in Nord-Süd-Richtung von der Dankwartstraße / Dahlmannstraße / Dr.-Leber-Straße bis zur Landstraße L 12 und zum Kreisverkehr mit der Bundesstraße 106 (nach Schwerin) und der 208 (Bad Oldesloe) sowie zur Autobahn A 20.

## Nebenstraßen

Wismar zur Zeit der Hanse

Die Nebenstraßen und Anschlussstraßen wurden benannt als Dankwartstraße seit 1250 nach dem Schmied Tangmar, Dahlmannstraße nach dem national-liberalen Historiker Friedrich Christoph Dahlmann (1785–1860), Dr.-Leber-Straße nach dem Politiker (SPD) Julius Leber (1891–1945), unbenannter Weg, Schillerring nach dem Dichter Friedrich Schiller, Klußer Damm nach dem Ortsteil, Bürgermeister-Haupt-Straße nach dem Bürgermeister Anton Haupt (1800–1835), Rosenweg nach den Blumen, Lindenweg nach dem Baum, unbenannter Weg und Querstraße.

## Geschichte

### Name
Die Straße wurde benannt nach der Landeshauptstadt Schwerin, zu der sie hinführt.

### Entwicklung

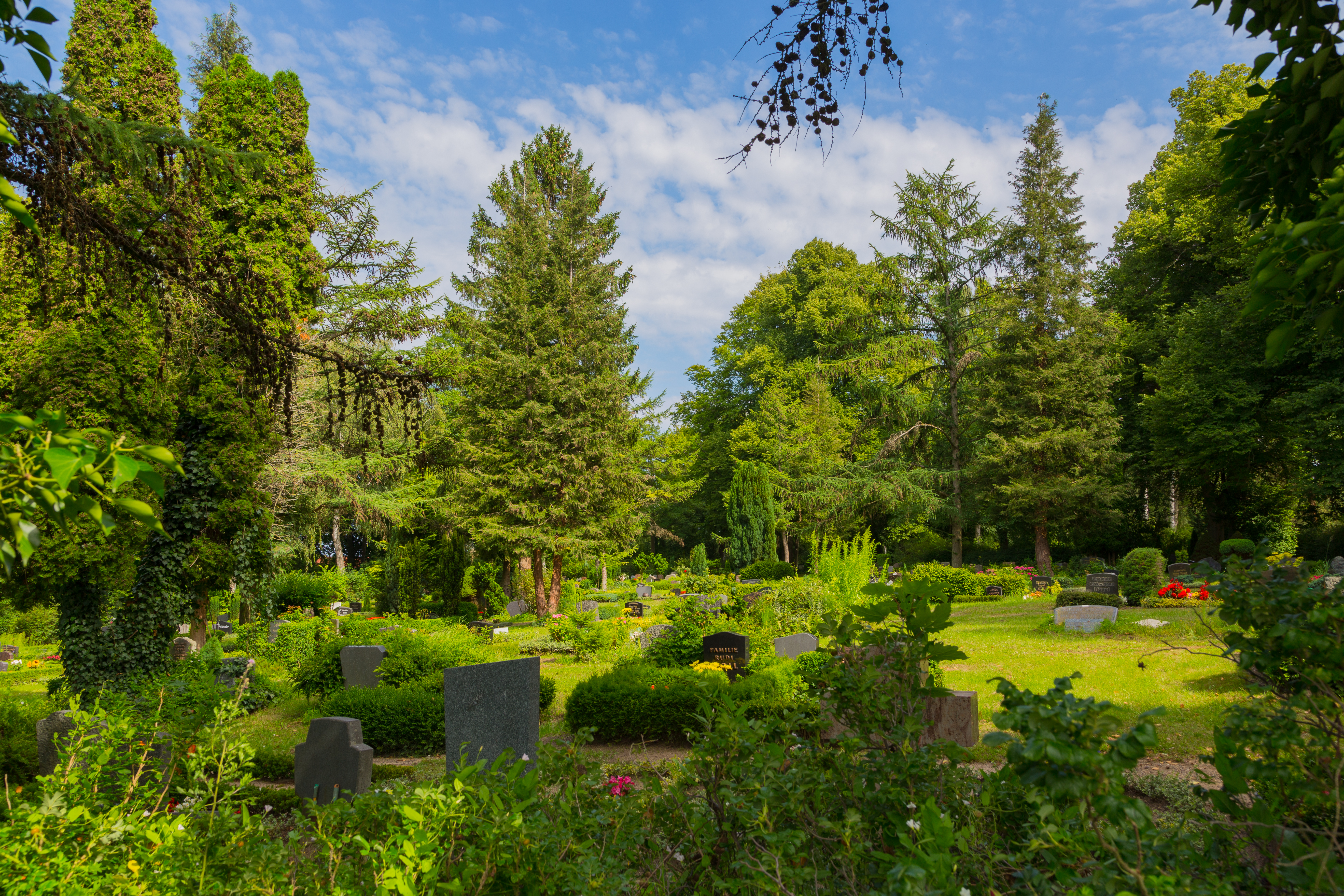
Friedhof Wismar

Wismar wurde im Mittelalter ein wichtiges Mitglied der Hanse. Schon damals führte ein Weg und später eine Straße zur nahen ehemaligen Burg Mecklenburg im Dorf Mecklenburg als mittelalterlicher Hauptsitz des obodritischen Fürstengeschlechtes, das bis 1918 in Mecklenburg bzw. ab 1621 Mecklenburg-Schwerin herrschte. Die Straße führte weiter zur Burg Zuarina und der Grafschaft Schwerin und sie wurde zu einer Land- und Fernstraße ausgebaut.
Ein Gebiet südlich der Altstadt wurde erst nach Abbau der Festung Wismar seit 1832 als Friedhof Wismar genutzt, der später mit dem Bau des Westfriedhofs nunmehr beidseitig der Schweriner Straße liegt. Ab 1869 wurden Mauern, Türme und Tore der noch bestehenden Stadtmauer abgerissen, um die Stadtentwicklung mit den neuen Stadtteilgebieten Wismar Süd, Kluß und Rothentor auch nach Süden zu verbessern.
Zwischen Schillerring und Klußer Damm entstand nach 1994 ein Zentrum mit diversen Geschäften und Dienstleistern. Südwestlich der Straße und des Friedhofs entwickelte sich ein Gewerbezentrum.

## Gebäude, Anlagen (Auswahl)
An der Straße stehen zumeist ein- bis dreigeschossige Wohnhäuser. Die mit (D) gekennzeichneten Häuser stehen unter Denkmalschutz.
- Nr. 1 bis 11: 1- und 2-gesch. Wohnhäuser und Villen sowie Hotel Willert
- Nr. 2: Villa von 1903 nach Plänen von Johannes Karl Ludwig Busch
- Nr. 4 bis 14: 1- und 2-gesch. Wohnhäuser und Villen
- Nr. 16: Tivolihalle als ehem. Gesellschaftshaus (D); heute Kino CineStar Wismar
- Nr. 16: Schützenhaus (D)
- Nr. 17: 1-gesch. Haus, ehem. Kindergarten (D)
- Nr. 17: 2-gesch. Bürogebäude (D)
- Nr. 22 und 24: 1- bis 3-gesch. Einkaufs- und Dienstleistungszentrum HanseHof Wismar von nach 1994 mit u. a. Läden, Apotheke, Restaurant, Büros und Praxen
- Schweriner Straße / Bürgermeister-Haupt-Straße: Grün- und Brachgelände u. a. des früheren Gaswerkes; vorgesehen als Baugebiet für Wohnen, Einkaufen und altstadtnahe Stellplätze
- Zwischen Nr. 28 bzw. Klußer Damm und Nr. 38 bzw. Lindenweg: Wohnhäuser mit Walmdächern
- Friedhof Wismar von 1832 (D) beiderseits der Schweriner Straße mit Bushaltepunkt und Wegerondell
- Baugebiet als 2-gesch. Wohn- und Mischgebiet zwischen Westfriedhof und Bürgermeister-Haupt-Straße
- Westlich: Drewes Wäldchen
- Schweriner Straße, Ecke Querstraße: Gewerbegebiet von nach 1995
- Um Nr. 48: Kleingartengebiet am Viereggenhöfer Teich